# Герберт Мюллер
Герберт Мюллер (нім. Herbert Müller; 16 серпня 1896, Альтенбург, Німецька імперія — 14 липня 1942, Міллерово, РРФСР) — німецький офіцер, доктор наук, оберст вермахту (14 липня 1942, посмертно). Кавалер Лицарського хреста Залізного хреста.

## Біографія
Учасник Першої світової війни, за бойові заслуги відзначений численними нагородами. Після війни був членом фрайкору і тимчасового рейхсверу. 1 лютого 1934 року повернувся на службу в рейхсвер. З 3 січня 1939 року — командир 2-ї роти 76-го піхотного полку.
В 1941 році призначений командиром 2-го батальйону 394-го стрілецького полку 3-ї танкової дивізії. Учасник боїв на радянсько-німецькому фронті, згодом призначений командиром 126-го стрілецького полку. Відзначився у боях на Дніпрі та під Міллерово. Загинув у бою. Станом на жовтень 2019 року останки Мюллера не знайдені, його ім'я занесене в меморіальну книгу Харківського військового цвинтаря.

## Нагороди

### Перша світова війна
- Залізний хрест 2-го і 1-го класу
- Орден Генріха Лева, почесний знак 2-го класу
- Орден дому Саксен-Ернестіне, лицарський хрест 2-го класу з мечами
- Орден Заслуг (Саксонія), лицарський хрест 2-го класу з мечами
- Орден Альберта (Саксонія), лицарський хрест 2-го класу з мечами
- Військовий орден Святого Генріха, лицарський хрест
- Нагрудний знак «За поранення» в сріблі

### Міжвоєнний період
- Сілезький Орел 2-го і 1-го ступеня
- Медаль за участь у Європейській війні (1915—1918)
- Почесний хрест ветерана війни з мечами
- Медаль «За вислугу років у Вермахті» 4-го класу (4 роки)
- Медаль «У пам'ять 1 жовтня 1938»

### Друга світова війна
- Застібка до Залізного хреста 2-го і 1-го класу
- Штурмовий піхотний знак в сріблі
- Нагрудний знак «За танкову атаку» в бронзі
- Почесний знак Царської Болгарської піхоти в сріблі
- Лицарський хрест Залізного хреста (8 вересня 1941)
- Почесна застібка на орденську стрічку для Сухопутних військ (9 вересня 1941)